# Broich (Lohmar)
Broich ist ein aus einem Einzelhof bestehender Wohnplatz, der zur Stadt Lohmar im Rhein-Sieg-Kreis in Nordrhein-Westfalen gehört.

## Geographie
Broich liegt im äußersten Nordwesten des Stadtgebietes von Lohmar. Umliegende Ortschaften und Weiler sind Schnellhaus (zu Rösrath) im Norden, Wickuhl, Meinenbroich, Honrath und Stumpf im Nordosten, Weilerhohn und Höhnchen im Osten, Scheid im Südosten, Schiefelbusch und Dachskuhl im Südwesten bis Süden, Gammersbach, Kleinhecken und Burg Schönrath im Südwesten, Großhecken (zu Rösrath) im Westen.
Südwestlich von Broich entspringt ein namenloser orographisch rechter Nebenfluss des Gammersbachs.

## Geschichte
Im Jahre 1885 hatte Broich sieben Einwohner, die in einem Einzelhaus lebten.
Bis 1969 gehörte Broich zu der bis dahin eigenständigen Gemeinde Wahlscheid.

## Verkehr
Broich liegt südlich der Kreisstraße K 39.